# Roberto Montenegro
Pour les articles homonymes, voir Monténégro (homonymie).
Roberto Montenegro Nervo, né à Guadalajara, Jalisco, le 19 février 1887 et mort à Mexico le 13 octobre 1968, est un peintre, lithographe et scénographe. Roberto Montenegro a été un pionnier de l'art contemporain mexicain et l'a fait connaître à l'étranger.
Il est le fils du colonel Ignacio Monténégro et de Marie Nervo (tante du poète Amado Nervo).

## Biographie

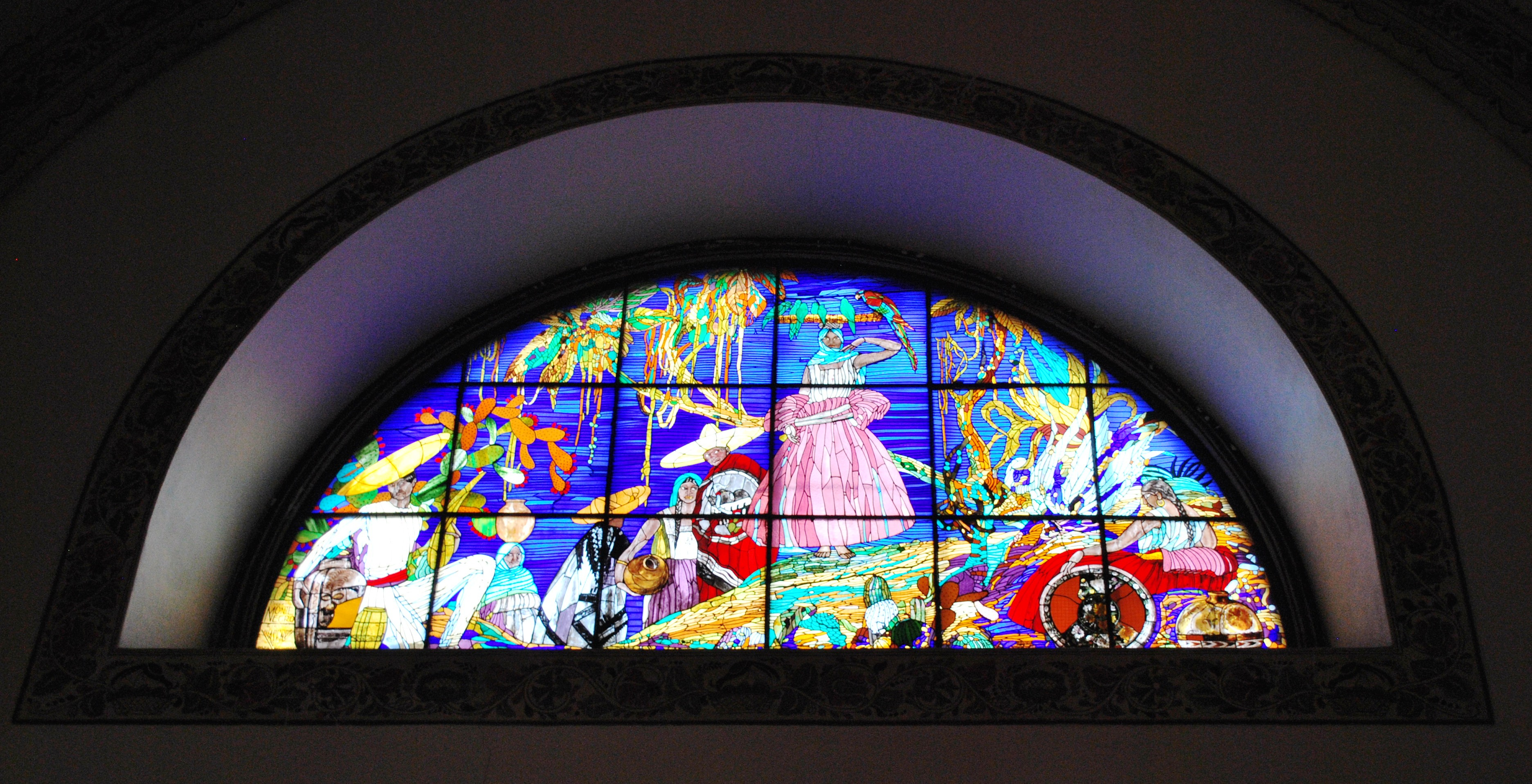
La marchande de perroquets par Roberto Montenegro et Xavier Guerrero, Musée de la lumière, Mexico.

Très jeune, il a commencé à illustrer les numéros de la Revue Moderne du Mexique. Entre 1904 et 1905, il a étudié avec Felix Bernardelli, un artiste brésilien installé à Guadalajara. Plus tard, il est entré à l'Académie San Carlos, école des Beaux-Arts du Mexique.
Pendant son séjour à Mexico, il se lie d'amitié avec Diego Rivera. En 1906, une bourse du Ministère de l'Instruction publique lui est accordée pour étudier en Europe . Il étudie la peinture à Paris pendant deux ans.
Monténégro a exposé dans les salons des « Artistes Français » et au « Salon d'Automne » où il a présenté une peinture intitulée "Fleurs" .
Il s'est rendu à Londres et en Italie. Il est retourné au Mexique en 1910, à l'époque de la Révolution mexicaine.
À Guadalajara, il entre dans le Cercle artistique fondé par Gerardo Murillo, Dr " Atl " Une fois à Guadalajara, il a organisé deux expositions très réussies en 1913, puis est reparti en Europe où il est resté six ans, période pendant laquelle il a apprécié les nouvelles orientations des écoles modernes de Picasso et Juan Gris.
À Paris, il a fréquenté l'école des Beaux- Arts, a travaillé avec Ruben Dario dans le Magazine du Monde . Au début de la Première Guerre mondiale il part vivre sur l'île de Majorque avec Antonio de la Gandara. Là, il expose son travail à plusieurs reprises et travaille à la décoration murale du Casino de Palma et d'autres bâtiments publics.
Au début de 1917 ses illustrations décorent l'édition pour enfants de La lampe d'Aladdin, publiée à Barcelone. Un an plus tard, il expose à Madrid, et publie à Londres en 1919 un Album de dessins Vaslav Nijinsky. En 1920, sous le gouvernement de Venustiano Carranza, il travaille à la décoration du Théâtre National et crée la scénographie pour la revue musicale Depuis la Lune, inspirée de l'Art nouveau.
Son amitié avec José Vasconcelos, a une importance dans le développement de son travail. Il s'est rendu à Oaxaca avec Gabriel Fernandez Ledesma et commence à s'intéresser aux arts populaires. L'année suivante, il fut nommé à la tête du Département des Beaux- Arts du Ministère de l'Éducation et a accueilli une exposition d'art populaire qu'inaugura le général Alvaro Obregon. Il expose pour la première fois au Mexique et commence la décoration murale de l'ex-église Saint-Pierre et Saint- Paul, avec Jorge Enciso, crée les dessins de vitraux "El Jarabe Tapatio » et « La vendeuse de journaux. "
En 1922, on lui confie la décoration du Pavillon du Mexique à Rio de Janeiro. Entre 1923 et 1933, il illustre le livre Taxco, Masques mexicains, La peinture mexicaine de 1800 à 1860, il a conçu des décors de théâtre...
En 1934, il a été nommé directeur du Musée d'art populaire et des Beaux- Arts. À la mi- 1948, il a décoré le bar-salon de l'Hôtel du Prado à Mexico. Deux ans plus tard sort un album de vingt dessins préfacé par Alfonso Reyes. Il a décoré la Banque de Commerce, le fronton du Teatro Degollado à Guadalajara avec un relief appelé Apollon et les Muses, qui a ensuite été recouvert de mosaïques et détruit en 1963. L'année suivante, il a conçu une mosaïque pour décorer la maison de l'artisanat à Guadalajara intitulé La mort de l'artisanat . En 1967, il a reçu le Prix National des Arts.